# Haiming (Austria)
Haiming – gmina w zachodniej Austrii, w kraju związkowym Tyrol, w powiecie Imst. Według Austriackiego Urzędu Statystycznego liczyła 4524 mieszkańców (1 stycznia 2015).